# Etikettregler
Etikettregler är regler för umgänge människor emellan. Etiketten skiljer sig mellan olika kulturer och tidsåldrar.
Takt är ett begrepp för visande av omdöme och hänsyn i sociala relationer. Takt innebär att man inte gör intrång på andra människors heder eller personliga integritet. Det är en viktig del av social kompetens.

## Etikettens områden
Västerländsk etikett gör oftast skillnad på formella och informella sammanhang. De formella etikettreglerna gäller inom arbetslivet, i kontakt med myndigheter och i religionsutövning medan de informella gäller familjeliv och fritid.